# Petr z Morzinu
Petr hrabě z Morzinu (německy Peter Graf Morzin, * 27. listopadu 1807) byl český šlechtic ze starého, původně severoitalského, hraběcího rodu Morzinů. Sloužil v císařské armádě jako polní podmaršálek.

## Život
Sloužil jako c. k. komorník a byl skutečným komorníkem arcivévody Jana Habsbursko-Lotrinského a v císařské armádě dosáhl hodnosti polního podmaršálka.
Jeho strýc Petr Prokop z Morzinu sloužil jako nejvyšší hofmistr arcivévody Jana.
Hrabě Petr z Morzinu na zbytek života prožil na penzi v Hradci.